# Província de Lumbini
A Província de Lumbini (em nepali:  लुम्बिनी प्रदेश , Lumbini Pradesh) é uma das sete províncias estabelecidas pela constituição do Nepal. A província é a quarta mais populosa do Nepal e a terceira maior em área. Lumbini é uma das duas províncias do Nepal que tem fronteira internacional apenas com a Índia. Sua capital é Deukhuri. As principais cidades desta província são Butwal e Siddharthanagar no distrito de Rupandehi, Nepalgunj no distrito de Banke, Tansen no distrito de Palpa e Ghorahi e Tulsipur no distrito de Dang.

## Demografia
Lumbini tinha em 2020 uma população censitária de 4 499 272. Do total da população, 51,68% reside na área urbana.

## Subdivisões administrativas

### Distritos
| Distritos                  | Nepalês     | Quartel general | Área (km 2 . ) | População (2011) | Website oficial |
| -------------------------- | ----------- | --------------- | -------------- | ---------------- | --------------- |
| Distrito de Kapilvastu     | कपिलवस्तु जिल्ला  | Taulihawa       | 1.738          | 571.936          |                 |
| Distrito de Parasi         | परासी जिल्ला     | Ramgram         | 634,88         | 321.058          |                 |
| Distrito de Rupandehi      | रुपन्देही जिल्ला   | Siddharthanagar | 1.360          | 880.196          |                 |
| Distrito de Arghakhanchi   | अर्घाखाँची जिल्ला   | Sandhikharka    | 1.193          | 197.632          |                 |
| Distrito de Gulmi          | गुल्मी जिल्ला     | Tamghas         | 1.149          | 280.160          |                 |
| Palpa District             | पाल्पा जिल्ला     | Tansen          | 1.373          | 261.180          |                 |
| Dang District              | दाङ देउखुरी जिल्ला | Ghorahi         | 2.955          | 552.583          |                 |
| Distrito de Pyuthan        | प्युठान जिल्ला    | Pyuthan         | 1.309          | 228.102          |                 |
| Distrito de Rolpa          | रोल्पा जिल्ला     | Liwang          | 1.879          | 224.506          |                 |
| Distrito oriental de Rukum | पूर्वी रूकुम जिल्ला | Rukumkot        | 1.161,13       | 53.018           |                 |
| Banke District             | बाँके जिल्ला      | Nepalganj       | 2.337          | 491.313          |                 |
| Distrito de Bardiya        | बर्दिया जिल्ला    | Gulariya        | 2.025          | 426.576          |                 |
| Província de Lumbini       | लुम्बिनी प्रदेश   | Deukhuri        | 22.288 km²     | 4.499.272        |                 |

## Economia

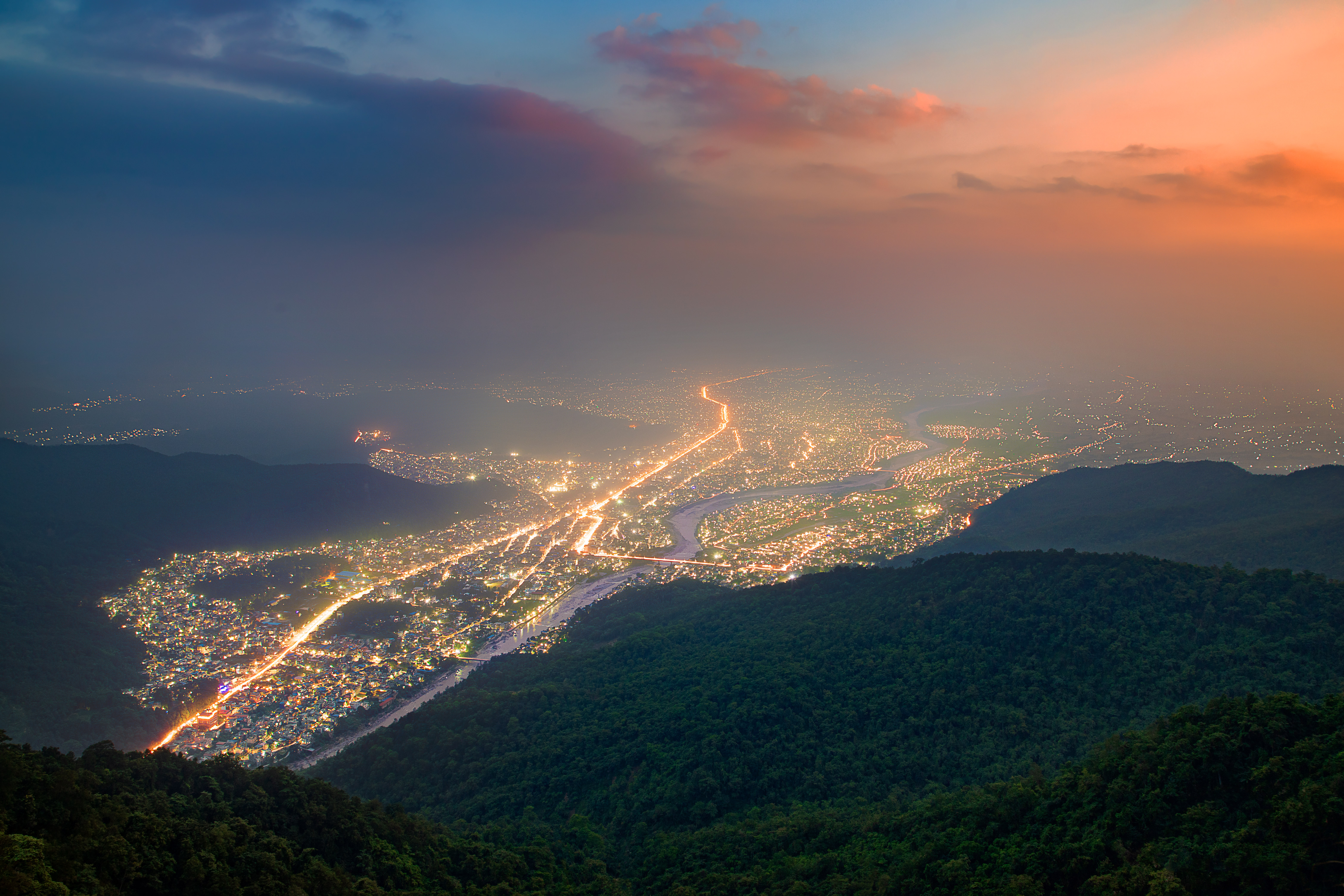
Butwal é considerada a capital financeira de Lumbini.

A província de Lumbini é a província do Nepal que mais cresce, com uma taxa de crescimento econômico anual de 7,1% em 2018. Agricultura, floresta e turismo são os pilares da economia da província.

### Turismo

#### Lumbini

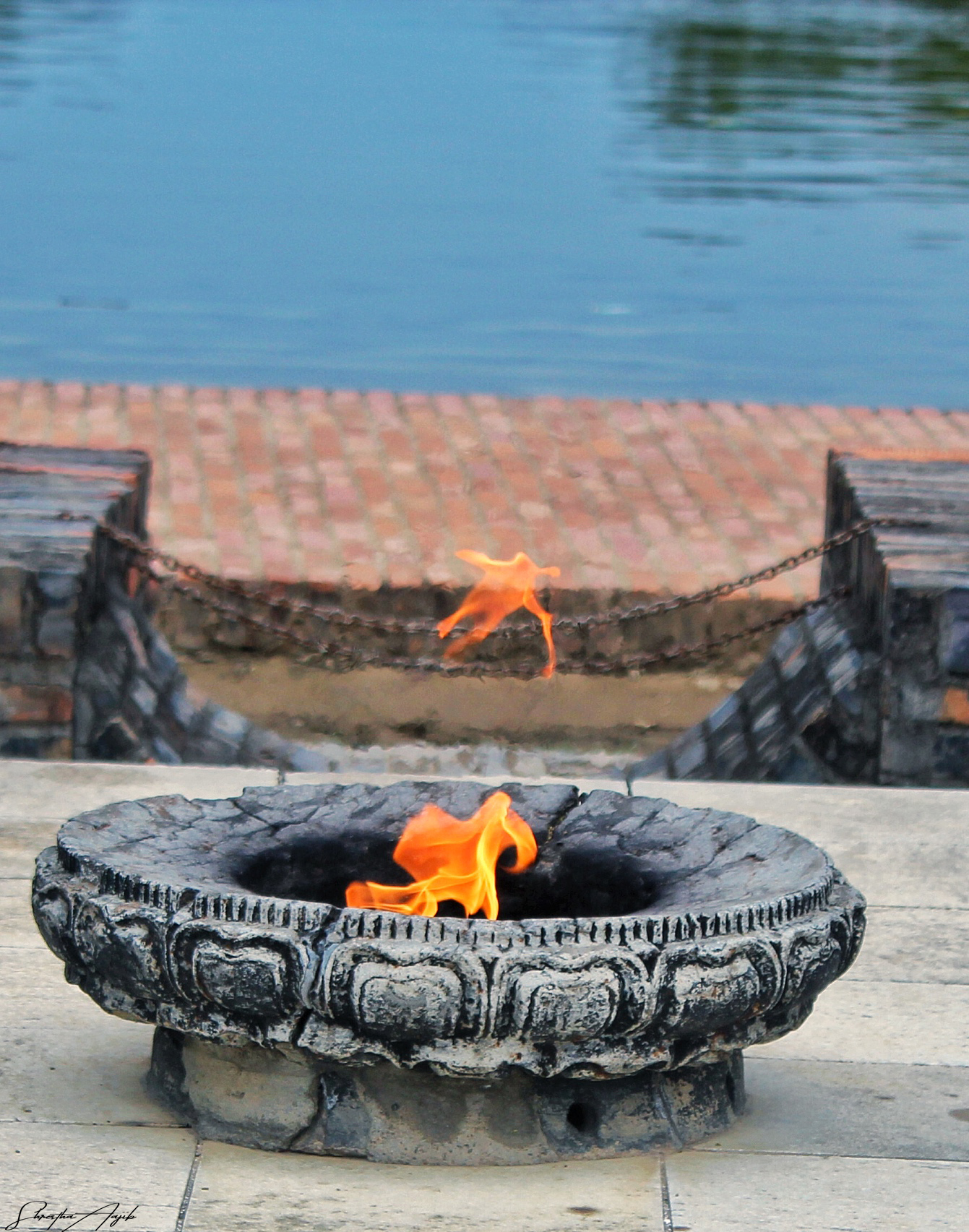
Mergulho Shanti, Lumbini

O sítio de Lumbini foi negligenciado por séculos. Só em 1895, foi redescoberto pelo arqueólogo alemão Alois Führer. Acredita-se que um templo e uma piscina descobertos no sítio sejam originais do tempo em que Buda nasceu.
Em escavações dentro do templo sagrado Maya Devi, os arqueólogos descobriram os restos de uma estrutura de madeira sob tijolos com um espaço aberto no centro, como um santuário, datada do século VI a.C. A pesquisa foi parcialmente financiada pela National Geographic Society.
Lumbini é um dos lugares mais visitados do Nepal, com 1,5 milhão de turistas chegando anualmente. Destes, 1.178.140 são visitantes domésticos.  Lumbini tem vários templos mais antigos, incluindo o Templo Mayadevi, e vários novos templos, financiados por organizações budistas de vários países, foram concluídos ou ainda estão em construção.